# AlgorithmWatch
AlgorithmWatch ist eine 2017 in Berlin gegründete gemeinnützige Nichtregierungsorganisation, die Prozesse algorithmischer Entscheidungsfindung betrachtet und einordnet. Insbesondere sind damit gesellschaftlich relevante Prozesse gemeint, die entweder menschliche Entscheidungen vorhersagen oder vorbestimmen oder aber Entscheidungen automatisiert treffen.
Seit 2020 ist AlgorithmWatch auch in der Schweiz vertreten und firmiert dort als AlgorithmWatch CH.

## Tätigkeit
AlgorithmWatch wurde 2016 von Matthias Spielkamp, Katharina Anna Zweig, Lorena Jaume-Palasí und Lorenz Matzat in Berlin gegründet, was sie seinerzeit auf der re:publica verkündeten. Die Gründung der dazugehörigen gGmbH erfolgte dann 2017 von drei der Gründer: Matthias Spielkamp, Lorena Jaume-Palasi und Lorenz Matzat.
Die Organisation analysiert die Auswirkungen algorithmischer Entscheidungsfindungsprozesse auf menschliches Verhalten und zeigt ethische Konflikte auf.
Sie wird durch die Bertelsmann Stiftung, die Schöpflin Stiftung und die Hans-Böckler-Stiftung gefördert. AlgorithmWatch Schweiz wird durch Engagement Migros, dem Förderfonds der Migros-Gruppe gefördert.
AlgorithmWatch arbeitet im Bündnis F5 mit Reporter ohne Grenzen, der Open Knowledge Foundation Deutschland, Wikimedia Deutschland und der Gesellschaft für Freiheitsrechte zusammen. Alle Grafiken und Texte auf der Website stehen unter einer Creative-Commons-Lizenz.

## Drohung durch Facebook wegen Forschungsarbeit
AlgorithmWatch wollte in einem Forschungsvorhaben untersuchen, welche Inhalte Instagram bevorzugt und hatte dazu eine Browser-Erweiterung angeboten, die 1500 Nutzer und Nutzerinnen heruntergeladen hatten.  Weil Facebook der Organisation deshalb jedoch "kaum verhohlen" juristische Schritte angekündigt habe, sei die Studie beendet worden. Auf einen Rechtsstreit mit dem Milliardenkonzern habe man es nicht ankommen lassen wollen und die Arbeit daher abgebrochen.

## Auszeichnungen
- 2018 Theodor-Heuss-Medaille[11]
- 2023 Brandenburger Freiheitspreis[12]